# Elia Frosio
Elia Frosio, né le 22 janvier 1913 à Sant'Omobono Imagna et mort le 4 février 2005 à Paris 20e, est un coureur cycliste italien, devenu français et renommé Elio Frosio en 1971. Spécialisé en demi-fond, il a en été champion du monde en 1946 et 1949.

## Palmarès sur piste

### Championnats du monde
- Zurich 1946
  -  Champion du monde du demi-fond
- Amsterdam 1948
  -  Médaillé d'argent du demi-fond
- Ordrup 1949
  -  Champion du monde du demi-fond

### Championnats d'Europe
- 1949
  -  Médaillé d'argent du demi-fond
- 1950
  -  Médaillé d'argent du demi-fond

### Championnats nationaux
- Champion d'Italie de demi-fond en 1946, 1947, 1948, 1949, 1950 (2e en 1951)

### Grand prix
- Grand Prix de Reims en 1943.

## Palmarès sur route
- 1935
  - 2e de Paris-Gien
  - 2e de Paris-Romorantin
- 1936
  - Paris-Ézy
  - Paris-Montrichard
- 1937
  - Paris-Dieppe
  - Paris-Sens
  - 2e de Paris-Évreux
- 1938
  - 2e du Grand Prix de Cannes
  - 2e de Paris-Savigny
- 1939
  - 2e étape du Circuit des villes d'eaux d'Auvergne
  - Paris-Dieppe